# Budzisława
Budzisława – staropolskie imię żeńskie, złożone z członów Budzi- ("budzić") i -sława ("sława"). Mogło oznaczać "ta, która zyskuje sławę". Staropolskie zdrobnienie: Buchna. W źródłach polskich poświadczone w XIV wieku (1362 rok).
Forma żeńska imienia Budzisław.
Budzisława imieniny obchodzi 20 października i 2 grudnia.